# Вёльфлинсвиль
Вёльфлинсвиль (нем. Wölflinswil) — коммуна в Швейцарии, в кантоне Аргау.
Входит в состав округа Лауфенбург. Население коммуны составляет 872 человека (на 31 декабря 2007 года). Официальный код — 4182.